# New Alexandria (Ohio)
New Alexandria és una població dels Estats Units a l'estat d'Ohio. Segons el cens del 2000 tenia 222 habitants.

## Demografia
Segons el cens del 2000, New Alexandria tenia 222 habitants, 90 habitatges, i 70 famílies. La densitat de població era de 238,1 habitants/km².
Dels 90 habitatges en un 28,9% hi vivien nens de menys de 18 anys, en un 64,4% hi vivien parelles casades, en un 12,2% dones solteres, i en un 22,2% no eren unitats familiars. En el 20% dels habitatges hi vivien persones soles l'11,1% de les quals corresponia a persones de 65 anys o més que vivien soles. El nombre mitjà de persones vivint en cada habitatge era de 2,47 i el nombre mitjà de persones que vivien en cada família era de 2,79.
Per edats la població es repartia de la següent manera: un 17,1% tenia menys de 18 anys, un 9% entre 18 i 24, un 23,9% entre 25 i 44, un 31,1% de 45 a 60 i un 18,9% 65 anys o més.
L'edat mediana era de 45 anys. Per cada 100 dones de 18 o més anys hi havia 82,2 homes.
La renda mediana per habitatge era de 31.250 $ i la renda mediana per família de 31.250 $. Els homes tenien una renda mediana de 42.500 $ mentre que les dones 18.750 $. La renda per capita de la població era de 15.184 $. Aproximadament el 13,6% de les famílies i el 15,8% de la població estaven per davall del llindar de pobresa.

## Poblacions més properes
El següent diagrama mostra les poblacions més properes.